# Макс Хайлигер
Макс Хайлигер (нем. Max Heiliger) — ложное имя, созданное в период нацистской Германии для открытия банковских счётов с целью отмывания и скупки ценностей, украденных у тех, кто был убит во время Холокоста. Кроме того, украденные произведения искусства и мебель из покинутых домов были собраны отдельно и проданы с аукциона, полученные средства были затем направлены на те же счета. Создание личности было санкционировано президентом Рейхсбанка Вальтером Функом по секретной договорённости с лидером СС Генрихом Гиммлером.

## История

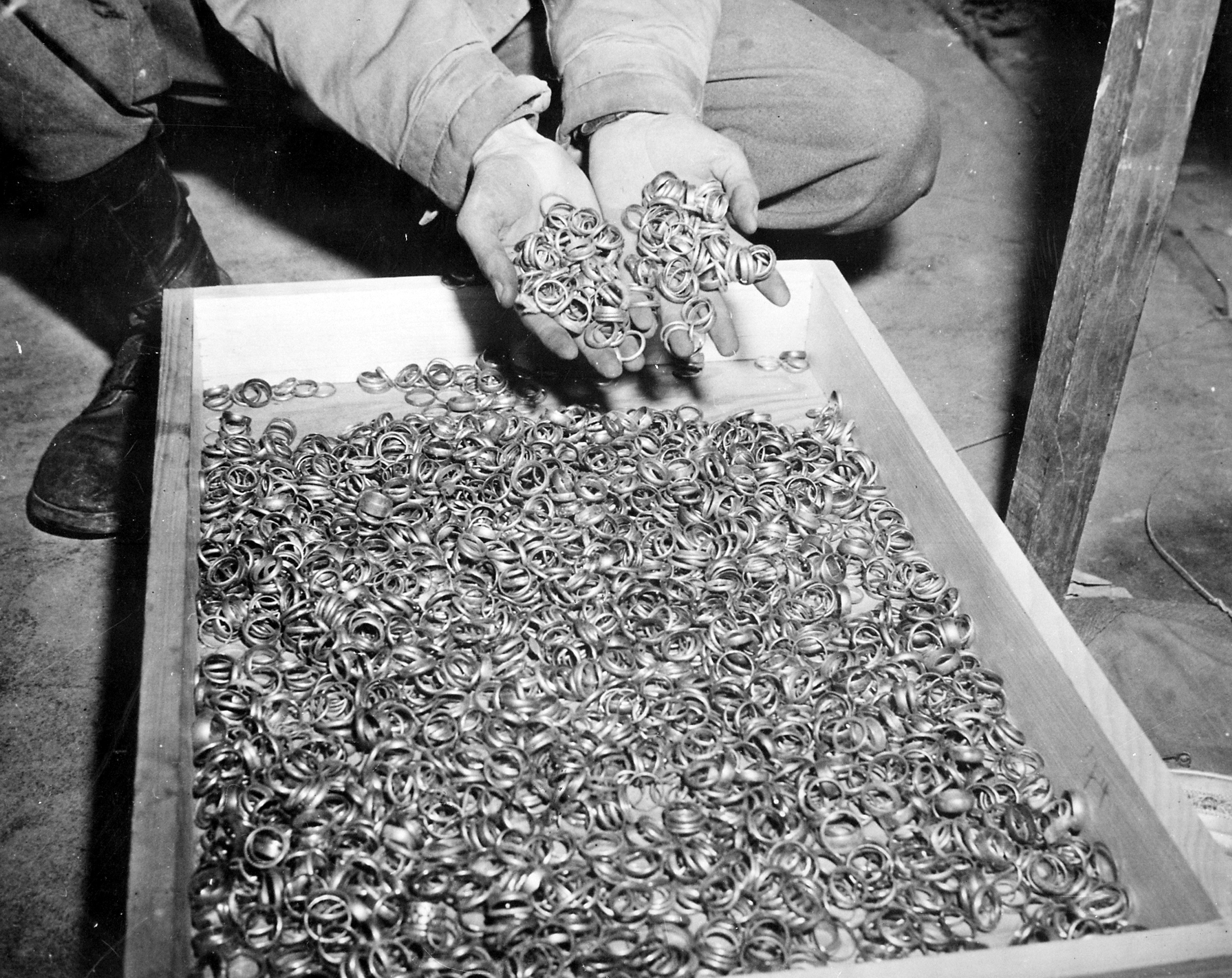
Обручальные кольца, собранные с жертв Бухенвальда

Наряду с банкнотами такие предметы, как стоматологическое золото, обручальные кольца и ювелирные изделия полностью заполнили несколько хранилищ к 1942 году. Ценности были украдены у жертв Холокоста. Предметы тщательно взвешены, оценены и инвентаризированы бухгалтерами СС перед передачей на счета Рейхсбанка в Берлине. Мебель и произведения искусства, оставленные в освободившихся квартирах и домах, были собраны отдельно и проданы с аукциона населению Германии, после чего вырученные средства были переведены на счёт. То, что нацисты считали «дегенеративным искусством», часто отправляли в Женеву на аукцион, хотя некоторые произведения оставались у гитлеровских арт-дилеров, включая Хильдебранда Гурлитта. Акции, облигации и паи передавались государству таким же образом, а компании приобретались за меньшую, чем их реальная стоимость, путём ариизации. Потенциал коррупции таких активов был значительным, и неизвестная сумма украденного богатства оказалась в частных карманах, в частности, в Коллекции Гурлитта. Счета Хайлигера также иногда использовались для хранения ценностей в муниципальных ломбардах Берлина.

## Другие названия
Другие кодовые названия счёта: Melmer, Besitz der umgesiedelten Juden (с нем. — «собственность переселённых евреев») и Reinhardtfonds (отсылка на Операцию Рейнхард).

## Использование
Использование имени «Хайлигер» было циничной нацистской шуткой, поскольку это слово также означает святой, от слова heilig. Такой «юмор» не был чем-то необычным в нацистских кругах; например, дороги в один конец к газовым камерам в лагерях смерти Собибор и Треблинка назывались Химмельштрассе, что означает «Небесная улица» — дорога в Небеса.